# الدعوة (فلم)
الدعوة (بالإنجليزية: The Invitation) هو فلم رعب واثارة من صدر سنة 2015 للمخرج " كارين كوساما "
و من تاليف «مات مانفريدي» و «فيل هاي» 

## القصة
في إطار أحداث غامضة تدعو للريبة والشك، (ويل) و (إيدن) كانا في يوم ما حبيبان، ولكن بعد موت ابنهما في حادثة مأساوية، اختفت (إيدن)، ولكنها بعد عامين رجعت ومعها زوج جديد، تدعو (ويل) إلى حفل في بيتهما القديم فيذهب، ولكنه يبدأ في الشك بأن (إيدن) وزوجها الجديد يملكان بعض النوايا الشريرة تجاهه.

## عن الفلم
- تـقييم الفيلم على موقع قاعدة بيانات الأفلام على الإنترنت هو 6,8/10 [1]
- حصل بموقع طماطم فاسدة على نسبة 92% [2]

## روابط خارجية
- مقالات تستعمل روابط فنية بلا صلة مع ويكي بيانات